# Mother/Android
Pour plus de détails, voir Fiche technique et Distribution.
Mother/Android est un film américain écrit et réalisé par Mattson Tomlin (en), sorti en 2021.

## Synopsis
La veille de Noël, Georgia Olsen découvre qu’elle est enceinte de son petit ami, Samuel « Sam » Hoth. Les nouvelles révélations perturbent la paix de Georgia car elle ne veut pas devenir mère à cet âge. Sam essaie de consoler Georgia et lui demande de l’épouser, mais elle n’est pas sûre de la relation.
Georgia décide de cacher le secret à ses parents. Pressée, elle laisse derrière elle son téléphone dans la salle de bain et sort de la maison pour assister à une fête de Noël à l’université. Un androïde, Eli, appartenant aux Olsens, souhaite à Sam un joyeux Halloween au lieu de Noël à la porte, signalant l’arrivée de l’horreur imminente.
Lors de la fête de Noël, les membres assistent à un cri strident, semblable à un problème technique, et peu de temps après, un androïde nommé Daniel devient violent. Daniel attaque Georgia et Sam, et ils s’enfuient de la maison. En raison du problème, les smartphones commencent à exploser, tuant leurs utilisateurs. Dans les rues, Georgia et Sam sont témoins de la catastrophe.
Neuf mois plus tard, Georgia, qui attend son bébé, s’est réfugiée dans la forêt avec Sam. Le couple tente de se rendre dans un Boston fortifié. Ils ont entendu des rumeurs sur un bateau qui transporte de nouvelles mères en Asie où elles peuvent trouver une vie paisible. Mais pour atteindre Boston, Georgia et Sam doivent traverser un no man’s land rempli d’androïdes mortels.

## Fiche technique
Sauf indication contraire, les informations mentionnées dans cette section peuvent être confirmées par la base de données cinématographiques IMDb,  présente dans la section « Liens externes ».
- Titre original : Mother/Android
- Réalisation et scénario : Mattson Tomlin (en)
- Musique : Michelle Birsky et Kevin Olken Henthorn
- Décors : Jeremy Woodward
- Costumes : Carisa Kelly
- Photographie : Patrick Scola
- Montage : Andrew Groves
- Production : Bill Block, Rafi Crohn, Adam Kassan, Charles Miller, Matt Reeves et Mattson Tomlin
- Coproduction : Amy Greene
- Production déléguée : Andrew Golov
- Sociétés de production : Miramax et 6th & Idaho Productions
- Société de distribution : Hulu (États-Unis)
- Budget : n/a
- Pays de production :  États-Unis
- Langue originale : anglais
- Format : couleur
- Genre : science-fiction, thriller, drame
- Durée : 110 minutes
- Dates de sortie[1] :
  - États-Unis : 17 décembre 2021 (sur Hulu)
  - Monde : 7 janvier 2022 (Netflix)
- Classification[2] :
  - États-Unis : R

## Distribution
- Chloë Grace Moretz (VF : Lisa Caruso) : Georgia
- Algee Smith (VF : Mike Fédée) : Sam
- Raúl Castillo (VF : Jean-Alain Velardo) : Arthur
- Kate Avallone (VF : Patricia Spehar) : Dr Howe
- Owen Burke (VF : Mathieu Albertini) : l'officier Norton

## Production
En septembre 2020, Chloë Grace Moretz, Algee Smith et Raúl Castillo sont annoncés dans un film écrit et réalisé par Mattson Tomlin (en). Matt Reeves et Bill Block produisent le film, via leurs sociétés respectives, 6th and Idaho Productions et Miramax,,.
Le tournage se déroule dans le Massachusetts, notamment à Boston et Lynn.